# Round Island (Mahé)
Round Island (auch: Round Islet) ist eine Insel der Republik der Seychellen, nur wenige hundert Meter nordöstlich der Insel Mahé.

## Geographie
Die Insel liegt am Saint Anne Channel und gehört zur Gruppe von Île au Cerf (Cerf Island), Long Island und Moyenne Island.
2005 wurde die Insel an eine einheimische Familie mit indischen Wurzeln verkauft und im Dezember 2013 öffnete das Enchanted Island Resort (JA Resorts & Hotels).

## Verwaltung
Die Insel gehört zum Distrikt Mont Fleuri.